# Černohorci
Černohorci (černohorsky Црногорци/Crnogorci) jsou jihoslovanský národ, žijící především v Černé Hoře na pobřeží Jaderského moře. Po příchodu Osmanů na Balkánský poloostrov a zavedení islámu mezi původní pohansko-pravoslavné obyvatelstvo se vytvořila nová směs obyvatel, a tou byli právě Černohorci. Jejich celkový počet je zhruba 350 000.

## Historie
Tento národ existoval již ve středověku jako jedna z větví jihoslovanských národů, ale postupně byli ovládnuti Byzantskou, Osmanskou říší a poté byli začleněni do území dnes rozpadlé Jugoslávie.

## Současnost
V současné době mají Černohorci svůj vlastní stát na území bývalé Jugoslávie poté, co byla 3. června 2006 slavnostně podle výsledků referenda vyhlášena samostatná Černá Hora.